# Yves Sente
Yves Sente (Ukkel, 17 januari 1964) is een Belgische stripscenarist.

## Levensloop
Na zijn studies in België, ging hij naar school in Arlington Heights (Illinois) alvorens terug te keren naar België om Rechten te studeren aan de Facultés Universitaires Saint-Louis (FUSL) en 'internationale betrekkingen' aan de Université catholique de Louvain (UCL). Zijn cartoons verschenen vanaf 1986 in verschillende tijdschriften waaronder The Wall Street Journal Europe. In 1991 ging hij fulltime aan de slag in de stripwereld als redacteur bij Le Lombard.
Sente groeide reeds snel uit tot een van de best verkopende stripauteurs. Zo verkocht hij van zijn nieuwe avontuur van Blake en Mortimer in 2003 ruim 600.000 exemplaren, een jaar later verkocht hij van het vervolg zo'n 520.000 exemplaren. In 2007 nam hij de reeks Thorgal en in 2010 XIII over van Jean Van Hamme. Spoedig ontstond er een Thorgal-universum, waarin naast de originele reeks (die hij voortzette met Grzegorz Rosiński) ook gebouwd werd aan een serie over Kriss van Valnor (met Giulio De Vita) en Wolvin. Deze laatste wordt gemaakt door Yann en Roman Surzhenko. De reeks XIII zette hij verder met Youri Jigounov nadat ook tekenaar William Vance het voor bekeken hield.